# Goldthwaite
Goldthwaite es una ciudad ubicada en el condado de Mills, Texas, Estados Unidos. Según el censo de 2020, tiene una población de 1.738 habitantes.

## Geografía
La localidad está ubicada en las coordenadas 31°27′3″N 98°34′25″O / 31.45083, -98.57361 (31.450806, -98.57352). Según la Oficina del Censo de los Estados Unidos, Goldthwaite tiene una superficie total de 5.35 km², de la cual 5.23 km² corresponden a tierra firme y 0.12 km² es agua.

## Demografía
Según el censo de 2020, hay 1.738 personas residiendo en Goldthwaite. La densidad de población es de 332.32 hab./km². El 76.29% son blancos, el 0.46% son afroamericanos, el 0.58% son amerindios, el 0.17% son asiáticos, el 9.84% son de otras razas y el 12.66% son de dos o más razas. Del total de la población, el 26.01% son hispanos o latinos de cualquier raza.